# Tomáš Borec
Tomáš Borec (ur. 17 stycznia 1967 w Bratysławie) – słowacki prawnik, dwukrotny prezes Słowackiej Izby Adwokackiej (SAK), w latach 2012–2016 minister sprawiedliwości.

## Życiorys
Absolwent studiów prawniczych na Uniwersytecie Komeńskiego w Bratysławie (1989). W latach 1990–1993 odbywał praktykę zawodową, po czym w 1993 uzyskał uprawnienia adwokata, podejmując pracę w tym zawodzie. Od 1997 do 2000 był dyrektorem działu prawnego w słowackim Citibanku. Długoletni działacz samorządu zawodowego, od 2004 wchodził w skład komisji dyscyplinarnej SAK, w latach 2010–2012 stał na czele słowackiej adwokatury.
W latach 2012–2016 sprawował urząd ministra sprawiedliwości w drugim rządzie Roberta Ficy. W latach 2017–2020 ponownie kierował Słowacką Izbą Adwokacką.